# Dopis s pruhem
Dopis s pruhem je v Česku speciální typ psaní s dodejkou, případně i doručenkou, který ke korespondenci využívají především státní instituce pro některé své úřední dopisy, ale také firmy a použít ji může i běžný občan. Odesilatel tak má zpětnou informaci o převzetí psaní adresátem a o datumu doručení. Barvy pruhů na obálce rozlišují důležitost psaní a s každou barvou jsou spojeny různé podmínky doručení. Obálky s pruhem jsou volně prodejné na poštách. Převzetí úředních dopisů se nelze vyhnout, jelikož v Česku platí tzv. „fikce doručení“, čili prohlášení dopisu za doručený po 10 dnech ode dne, kdy byla k vyzvednutí zásilka připravena (zákon ale dává možnost požádat o určení neplatnosti doručení po prokázání nepřítomnosti nebo vážného důvodu nepřevzetí).

## Význam pruhů

### Červený pruh
Jedná se o nejvyšší důležitost korespondence, používanou například k předvoláním na policii, informace o vzniklých závazcích u správy sociálního zabezpečení, informace o přijetí na školy, atd.
Zásilku lze převzít pouze osobně a není možné na převzetí vystavit komukoliv plnou moc. Při převzetí musí adresát podepsat doručenku, kterou pošta doručí zpět odesilateli.

### Modrý pruh
Tento druh obálek využívají různé instituce státní správy pro informační psaní s obvykle nižší důležitostí. U tohoto typu psaní je umožněno na rozdíl od psaní s červeným pruhem, aby ho převzal na základě plné moci zmocněnec. Je-li však na obálku dopsáno „do vlastních rukou,“ pak tento rozdíl odpadá a obálka plní funkci obálky s červeným pruhem. Adresát nebo zmocněnec podepisují doručenku, kterou pošta doručí zpět odesílajícímu úřadu.

### Zelený pruh
Veřejná správa používá tyto obálky například pro zasílání soudních výzev, platebních rozkazů, nařízení exekucí, předvolání k soudnímu jednání, upozornění na nedoplatky (například koncesionářské poplatky), použít ji může policie nebo katastrální úřad. Zásilky se zelenými pruhy jsou doporučené s dodejkou.

### Fialový pruh
Tato barva je vyhrazena službě DINO – dluhové inkaso obyvatelstva a takové obálky ve státní správě vždy odesílá jen Česká pošta, i když věřitelem v daném dlužním případu může být kdokoliv. Dopisy jsou obvykle do vlastních rukou a využití této dluhové služby České pošty je zpoplatněno ceníkem dle výše dluhu a některé služby jako využití splátkového kalendáře nebo zjištění stavu dluhu jsou zpoplatněny zvlášť. Využití služby DINO je obvykle výhodnější než řešení dluhů pomocí exekutora.

### Žlutý pruh
Žlutá barva je vyhrazena službě ISDS (Informační systém datových schránek), konkrétně k zasílání přístupových údajů k datovým schránkám. Odesilatelem je vždy Česká pošta jakožto správce ISDS a označuje tento typ zásilek jako PIN zásilky.